# Хиронимус Шлик цу Басано-Вайскирхен-Егер
Хиронимус Шлик цу Басано-Вайскирхен-Егер (на немски: Hieronymus Schlik Graf zu Bassano-Weisskirchen, Burggraf von Eger; * 1494; † 1550) от „род Шлик цу Пасаун“, е граф на Пасаун (Басано дел Грапа, Италия) и Вайскирхен, бургграф на Егер/Хеб в Бохемия.

## Произход
Той е третият син (от 11 деца) на граф Каспар II Шлик цу Пасаун и Вайскирхен († пр. 1516) и Елизабет фон Гутенщайн, вдовица на Фридрих XV фон Шьонбург-Глаухау (1422 – 1480) и Вилхелм II фон Ойленбург/фон Илебург(† 1489), дъщеря на граф Буриан фон Гутенщайн († 1489) и Зигуна (Сидония) фон Ортенберг/Ортенбург, дъщеря на граф Хайнрих V фон Ортенбург († 1449).

## Фамилия
Първи брак: с Елизабет фон Шьонбург-Валденбург (* 1484; † 1529), дъщеря на Ернст I фон Шьонбург-Валденбург (1456 – 1488) и графиня Анна фон Ринек (1461 – 1525). Бракът вероятно е бездетен.
Втори брак: през 1526 г. с Катарина фон Глайхен-Тона († сл. 1530), дъщеря на граф Зигмунд II фон Глайхен-Тона († 1525) и Елизабет фон Изенбург († ок. 1543). Те имат девет деца:
- Йоахим Шлик цу Пасаун и Вайскирхен (* 1527; † 5 януари 1572), женен за Лукреция Салм и Нойбург (* ок. 1526; † 1585); имат пет деца
- Кунхута/Кунигунда, омъжена за фрайхер Хайнрих фон Шлежниц
- Барбара (* ок. 1537; † 1581), омъжена 1560 г. за граф Франц фон Турн и Валсасина (* 1508; † 25 февруари 1586)
- Агнес († 1572), омъжена за Йахим фон Швамберг († 10 октомври 1574), бургграф на Хеб (Егер)
- Дорота/Доротея († 1576), омъжена за Абрахам фон Вартенберг (* 1530; † 7 март 1587)
- Елизабет
- Лудвиг († млад)
- Себастиан († 1594), женен за Сибила Шлик цу Басано и Вайскирхен; той има 3 незаконни деца с Форшила/Урсула фон Вартенберг († 1588)
- Мориц († млад), женен I. фон Мансфелд, II. за Барбара фон Таутенберг